# Petroica olivàcia
La petroica olivàcia (Kempiella flavovirescens) és un ocell de la família dels petròicids (Petroicidae).

## Hàbitat i distribució
Habita boscos i matolls a les terres baixes de les illes Aru i oest de les illes Raja Ampat de Waigeo, Batanta, Misool a Nova Guinea, incloent l'illa Yapen.